# Élection présidentielle malawite de 2025
L'élection présidentielle malawite de 2025 se déroule le 16 septembre 2025 afin d'élire le président de la République.
Le président sortant, Lazarus Chakwera, est candidat à sa réélection. Le scrutin de 2025 est alors le quatrième duel entre lui et l'ancien président Peter Mutharika.

## Contexte

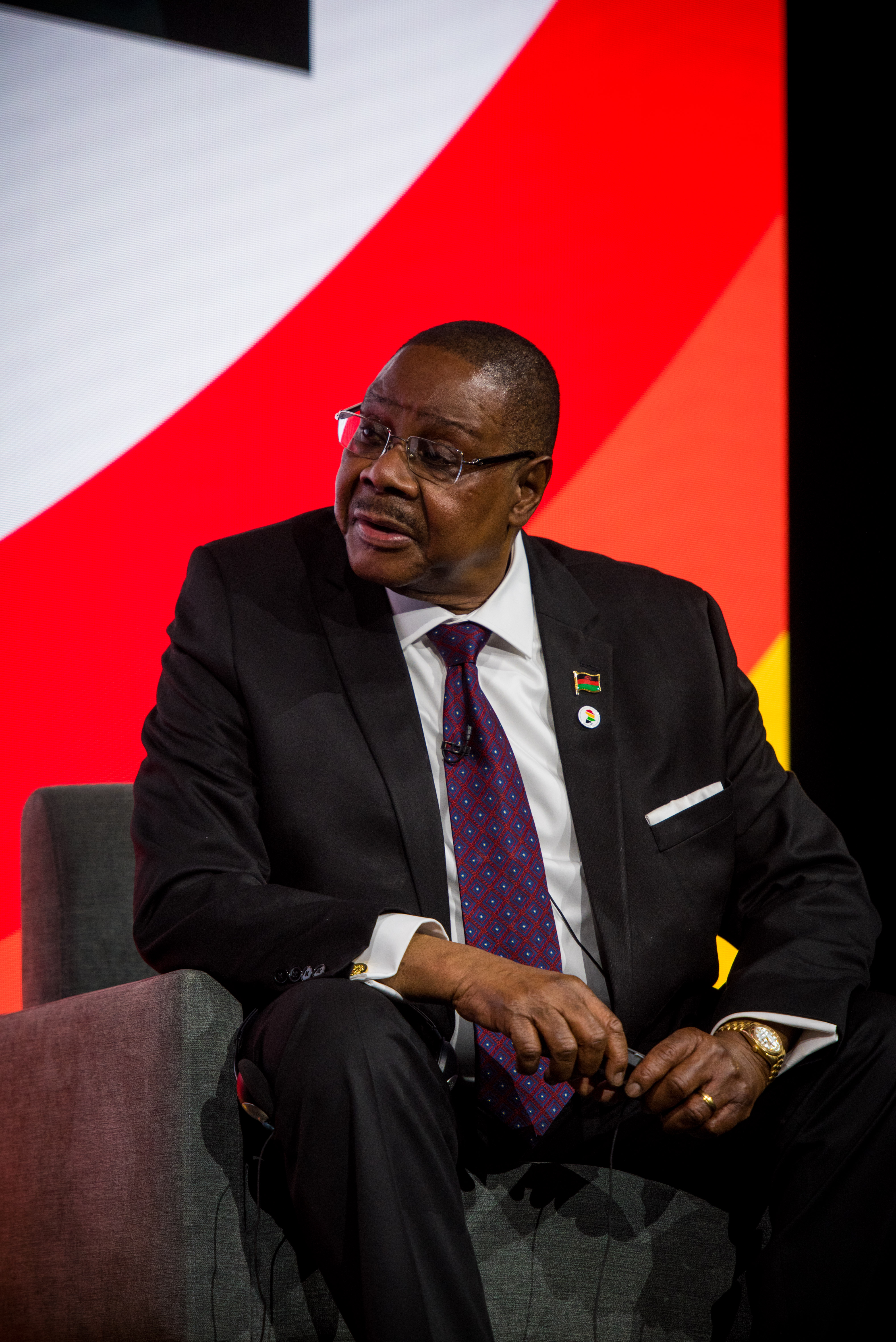
Peter Mutharika, président sortant.

L'élection présidentielle de mai 2019 voit le président sortant Peter Mutharika, du Parti démocrate-progressiste, proclamé vainqueur avec un peu plus de 38 % des suffrages devant Lazarus Chakwera, du Parti du congrès du Malawi.
L'opposition rejette cependant la réélection de Peter Mutharika et dénonce des résultats frauduleux, les candidats Lazarus Chakwera et Saulos Chilima déposant un recours devant la Cour constitutionnelle. Ce rejet des résultats prend la forme d'un mouvement national de manifestations populaires qui culmine au cours des mois de mai à juillet 2019. Les manifestants accusent le président Peter Mutharika d'avoir truqué les résultats avec la complicité ou le manque de contrôle sur les dépouillements de la présidente de la commission électorale malawite, Jane Ansah, dont ils exigent également la démission. Des manifestations sont organisées dans les principales villes du pays, entremêlées de manifestations de soutiens de femmes jugeant Jane Ansah victime de sexisme.
Le jugement de la Cour constitutionnelle est alors attendu avec fébrilité. Le 3 février 2020, celle-ci se réunit à Lilongwe sous la protection d'une importante escorte policière pour se prononcer sur les recours. Le jugement, qui s'étale sur plus de sept heures, voit les cinq juges de la Cour se relayer pour lire leur décision, mise par écrit sur un document de cinq cents pages. Ce dernier fait état d'une élection truquée n'ayant pas été organisée dans des conditions libres et régulières, mais au contraire marquée par des fraudes à répétition, des falsifications de documents et de nombreuses autres pratiques illégales. L'« utilisation généralisée de Tipp-Ex » pour modifier les procès verbaux est notamment citée comme ayant « gravement sapé l'intégrité des élections », de même que la présence répétée de doublons et l'absence de signatures sur la plupart des documents, réduisant les procès verbaux dûment vérifiés à un quart seulement du total. Ces éléments conduisent la Cour à qualifier le scrutin du 21 mai de « démonstration d'incompétence » de la part d'une commission électorale ayant « failli à ses devoirs ».
En conséquence, la Cour déclare nulle et sans effet l'élection de Peter Mutharika, et ordonne qu'une nouvelle élection soit convoquée dans un délai de 150 jours, cette fois-ci par le biais du scrutin uninominal majoritaire à deux tours, tel que prévu avant la modification de la loi électorale par le Parlement en 2018, sans avoir pu être appliqué,. La tenue de nouvelles élections législatives et municipales est un temps évoquée par plusieurs sources, sans fondement. L'opposition tente de faire valoir que les critiques de la Cour constitutionnelle à la commission électorale sont également valables pour ces scrutins mais, faute d'avoir déposé des recours similaires, ne parvient pas à les faire annuler. Le Parlement vote quant à lui le 25 février la prorogation d'un an de son mandat et de celui des conseils municipaux afin de conserver une organisation simultanée de ces différents scrutins et de celui présidentiel en 2025, en accord avec la constitution. Cette même loi fixe le scrutin présidentiel au 19 mai 2020, et le président sortant annonce le 5 février son intention de participer à la nouvelle élection. Mutharika revient cependant sur sa décision deux jours plus tard en décidant finalement de faire appel du jugement après l'avoir publiquement envisagé. La commission électorale, pointée du doigt par la Cour constitutionnelle pour ses dysfonctionnements, demande également à cette dernière de suspendre sa mesure. Évoquant un manque de temps, la commission propose par ailleurs de reporter le scrutin au 28 octobre, bien au delà du délai de 150 jours fixé par la Cour. Le 12 février, la Cour constitutionnelle rejette la demande de la commission électorale de suspendre le jugement prononcé, puis rejette le recours présidentiel le 13 mars suivant. 

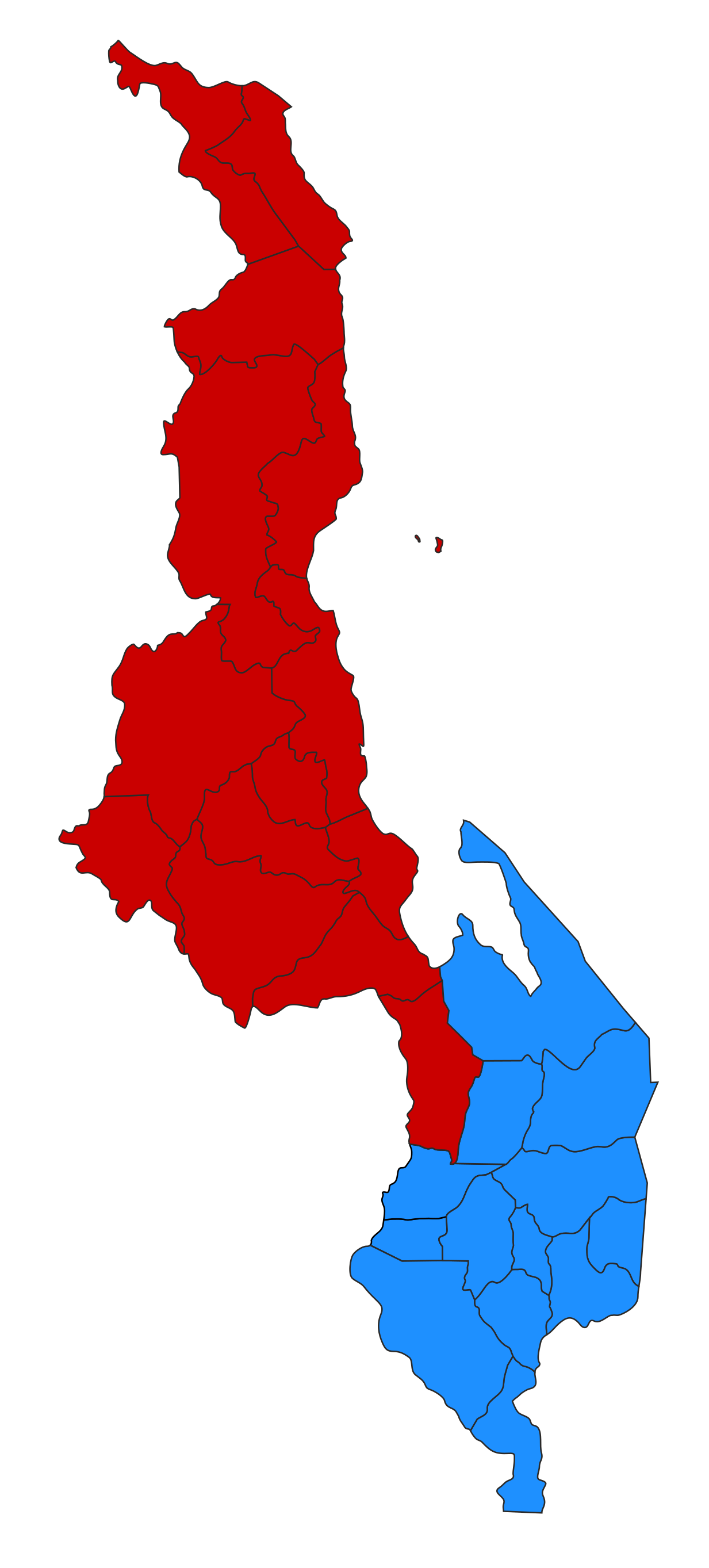
Candidat arrivé en tête par district.

L'absence volontaire de préparation du scrutin par le gouvernement dans le but de retarder son organisation contraint le pays à un report de l'élection présidentielle. Courant mars, la commission électorale annonce son report au 2 juillet, soit la veille du délai de 150 jours fixé par la Cour. Celle-ci confirme définitivement l'annulation de la présidentielle de 2019 le 8 mai, mais décide de limiter la nouvelle élection aux seuls candidats ayant participé au scrutin de l'année précédente. Le Parlement décide finalement le 21 mai de fixer la date d'organisation du scrutin au 23 juin,.
Le scrutin se déroule dans le calme sous l'égide du nouveau président de la commission électorale, Chifundo Kachale, avec une participation en hausse selon les observateurs,.
Lazarus Chakwera l'emporte contre le président sortant dès le premier tour. Le président sortant reconnaît sa défaite et quitte le palais présidentiel au soir du 26 juin. Cependant, dénonçant des irrégularités, le parti au pouvoir réclame dès le lendemain la tenue d'un troisième scrutin. La commission électorale confirme cependant les résultats le 27 juin, et le nouveau président prête serment dès le lendemain.
En août 2021, la Cour constitutionnelle examine un recours déposé par le Parti démocrate progressiste de Peter Mutharika. Il demande l'annulation de l'élection présidentielle de 2020, arguant que quatre de ses représentants avaient été interdits de faire partie de la Commission électorale.

## Mode de scrutin
Le président de la République est élu au scrutin uninominal majoritaire à deux tours pour un mandat de cinq ans,. Si aucun candidat ne recueille la majorité absolue des suffrages exprimés, un second tour est organisé entre les deux candidats arrivés en tête, et celui recueillant le plus de suffrages est déclaré élu.